# Misawa (Fluss)
Der Misawa (jap. 三沢川, Misawa-gawa) ist ein Nebenfluss des Tama (Fluss) auf der japanischen Hauptinsel Honshū. 

## Verlauf
Der Misawa entspringt im Stadtteil Onoji, der zur Präfektur Tokio gehörigen Stadt Machida. Nach dem Verlassen der Stadt durchfließt er die Nachbarschaft Kurokawa des Stadtbezirks Asao (Stadt Kawasaki, Präfektur Kanagawa) sowie die zur Präfektur Tokio gehörige Stadt Inagi und mündet in Kawasakis Stadtbezirk Tama in den Fluss Tama.  

## Rechtsstatus
Das japanische Flussrecht klassifiziert den Oberlauf im Stadtteil Asao auf einer Strecke von 0,46 km als gewöhnlichen Fluss (普通河川, futsū kasen) bzw. auf einer Strecke 1,38 km als sinngemäß behandelten Fluss (準用河川, jun’yō kasen).  Die beiden anderen Teilstücke, die durch die Präfekturen Tokio und Kanagawa fließen, werden nach den jeweiligen Richtlinien der Präfekturen als Fluss 1. Ordnung (一級河川, ikkyū kasen) behandelt.